# 문경군·예천군
문경군·예천군은 대한민국의 옛 국회의원 선거구이다. 당시 경상북도 문경군, 예천군 지역을 관할했다.

## 역사
제9대 국회의원 선거를 앞두고 문경군 선거구와 예천군 선거구가 통합되면서 신설되었다.
1986년 1월, 문경군 점촌읍·호계면 일부가 점촌시로 승격되었다. 또한 제13대 국회의원 선거를 앞두고 소선거구제가 실시되면서 점촌시·문경군 선거구와 예천군 선거구로 분리됨에 따라 폐지되었다.

## 역대 국회의원
| 선거   | 정당 | 정당       | 1위 의원 | 정당 | 정당       | 2위 의원 |
| ------ | ---- | ---------- | -------- | ---- | ---------- | -------- |
| 1973년 |      | 신민당     | 채문식   |      | 민주공화당 | 황재홍   |
| 1978년 |      | 신민당     | 채문식   |      | 민주공화당 | 구범모   |
| 1981년 |      | 민주정의당 | 채문식   |      | 한국국민당 | 김기수   |
| 1985년 |      | 민주정의당 | 채문식   |      | 신한민주당 | 반형식   |

## 역대 선거 결과

### 대한민국 제9대 국회의원 선거
|  | 47.09% |

|  | 40.12% |

|  | 12.77% |

|  | 0% |

### 대한민국 제10대 국회의원 선거
|  | 35.14% |

|  | 32.00% |

|  | 16.66% |

|  | 12.54% |

|  | 3.64% |

### 대한민국 제11대 국회의원 선거
|  | 45.69% |

|  | 26.00% |

|  | 15.59% |

|  | 6.62% |

|  | 3.96% |

|  | 2.11% |

### 대한민국 제12대 국회의원 선거
|  | 49.23% |

|  | 16.47% |

|  | 14.32% |

|  | 12.41% |

|  | 7.54% |